# Willow Springs (Misuri)
Willow Springs es una ciudad ubicada en el condado de Howell en el estado estadounidense de Misuri. En el Censo de 2010 tenía una población de 2184 habitantes y una densidad poblacional de 237,94 personas por km².

## Geografía
Willow Springs se encuentra ubicada en las coordenadas 36°59′12″N 91°57′41″O / 36.98667, -91.96139. Según la Oficina del Censo de los Estados Unidos, Willow Springs tiene una superficie total de 9.18 km², de la cual 9.14 km² corresponden a tierra firme y (0.45%) 0.04 km² es agua.

## Demografía
Según el censo de 2010, había 2184 personas residiendo en Willow Springs. La densidad de población era de 237,94 hab./km². De los 2184 habitantes, Willow Springs estaba compuesto por el 96.11% blancos, el 0.14% eran afroamericanos, el 0.41% eran amerindios, el 0.73% eran asiáticos, el 0% eran isleños del Pacífico, el 0.46% eran de otras razas y el 2.15% pertenecían a dos o más razas. Del total de la población el 2.06% eran hispanos o latinos de cualquier raza.